# Далцелл (Іллінойс)
Далцелл (англ. Dalzell) — селище (англ. village) в США, в окрузі Бюро штату Іллінойс. Населення — 663 особи (2020).

## Географія
Далцелл розташований за координатами 41°21′9″ пн. ш. 89°10′12″ зх. д. / 41.35250° пн. ш. 89.17000° зх. д. (41.352529, -89.170009).  За даними Бюро перепису населення США в 2010 році селище мало площу 2,58 км², з яких 2,55 км² — суходіл та 0,03 км² — водойми.

## Демографія
Згідно з переписом 2010 року, у селищі мешкало 717 осіб у 302 домогосподарствах у складі 210 родин. Густота населення становила 278 осіб/км².  Було 315 помешкань (122/км²).
Расовий склад населення:
| - 95,8 % — білих - 1,0 % — азіатів - 0,3 % — корінних американців - 0,3 % — чорних або афроамериканців - 1,3 % — осіб інших рас |

До двох чи більше рас належало 1,4 %. Частка іспаномовних становила 3,6 % від усіх жителів.
За віковим діапазоном населення розподілялося таким чином: 22,5 % — особи молодші 18 років, 61,2 % — особи у віці 18—64 років, 16,3 % — особи у віці 65 років та старші. Медіана віку мешканця становила 43,5 року. На 100 осіб жіночої статі у селищі припадало 95,9 чоловіків;  на 100 жінок у віці від 18 років та старших — 95,1 чоловіків також старших 18 років.
Середній дохід на одне домашнє господарство  становив 62 040 доларів США (медіана — 53 750), а середній дохід на одну сім'ю — 73 638 доларів (медіана — 70 278). Медіана доходів становила 63 333 долари для чоловіків та 40 417 доларів для жінок. За межею бідності перебувало 10,0 % осіб, у тому числі 20,9 % дітей у віці до 18 років та 5,0 % осіб у віці 65 років та старших.
Цивільне працевлаштоване населення становило 366 осіб. Основні галузі зайнятості: освіта, охорона здоров'я та соціальна допомога — 23,5 %, мистецтво, розваги та відпочинок — 11,7 %, роздрібна торгівля — 11,5 %.